# Paços do Concelho de Angra do Heroísmo

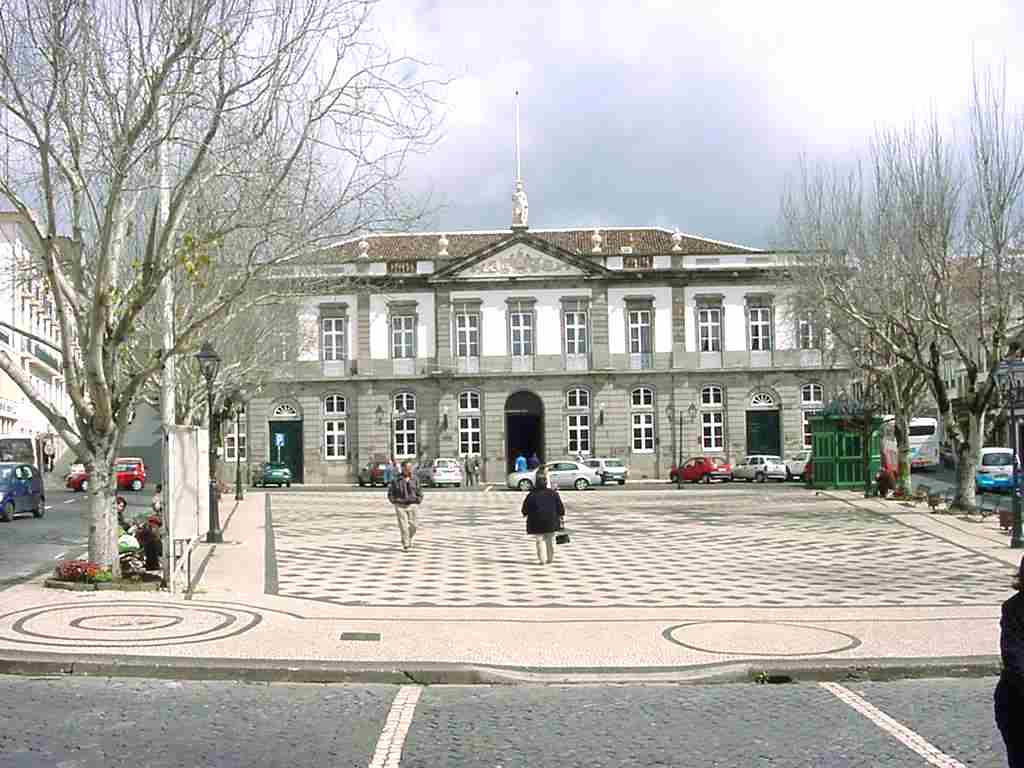
Câmara Municipal de Angra do Heroísmo com a Praça Velha em frente.

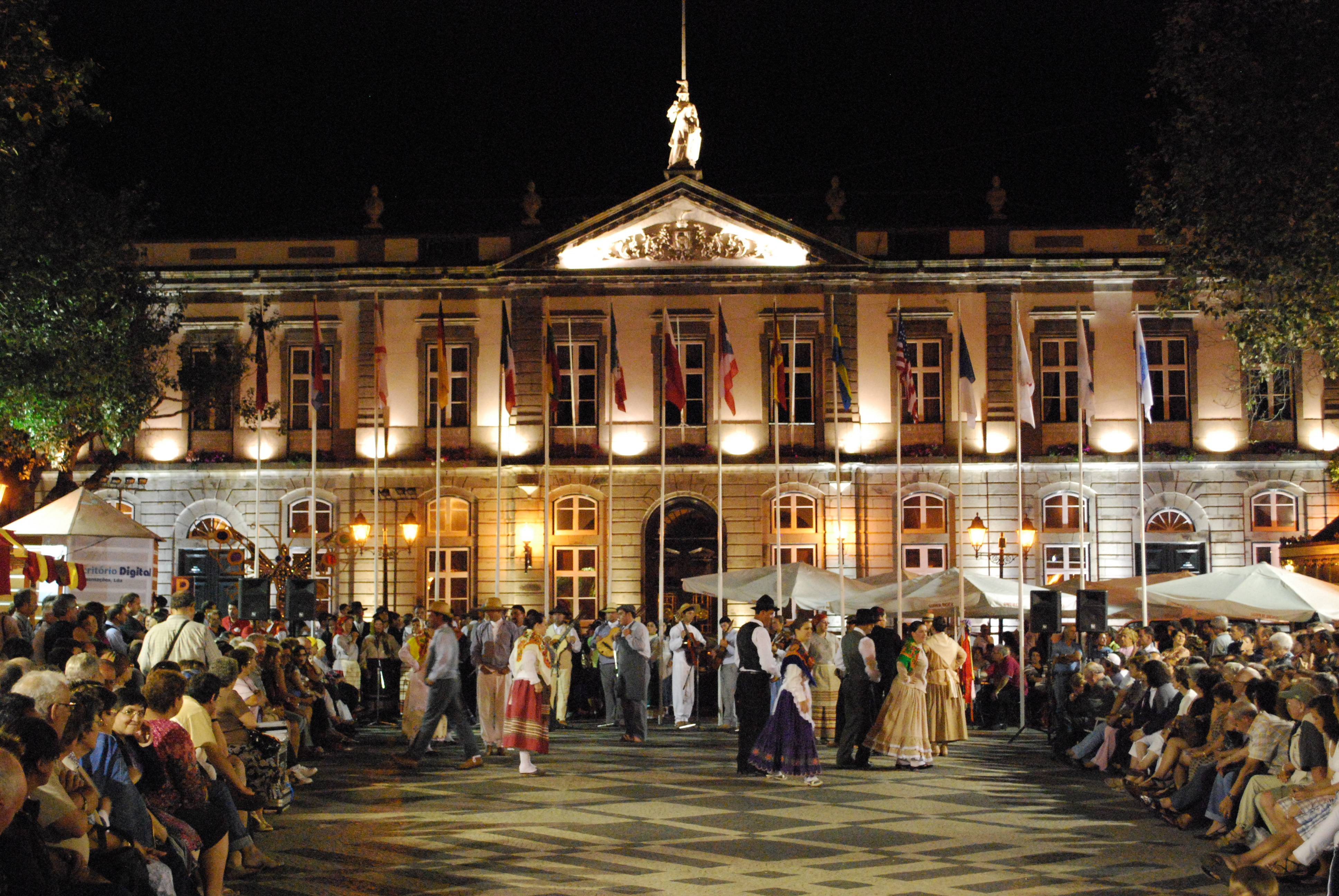
Câmara Municipal de Angra do Heroísmo (noite de folclore na Praça Velha).

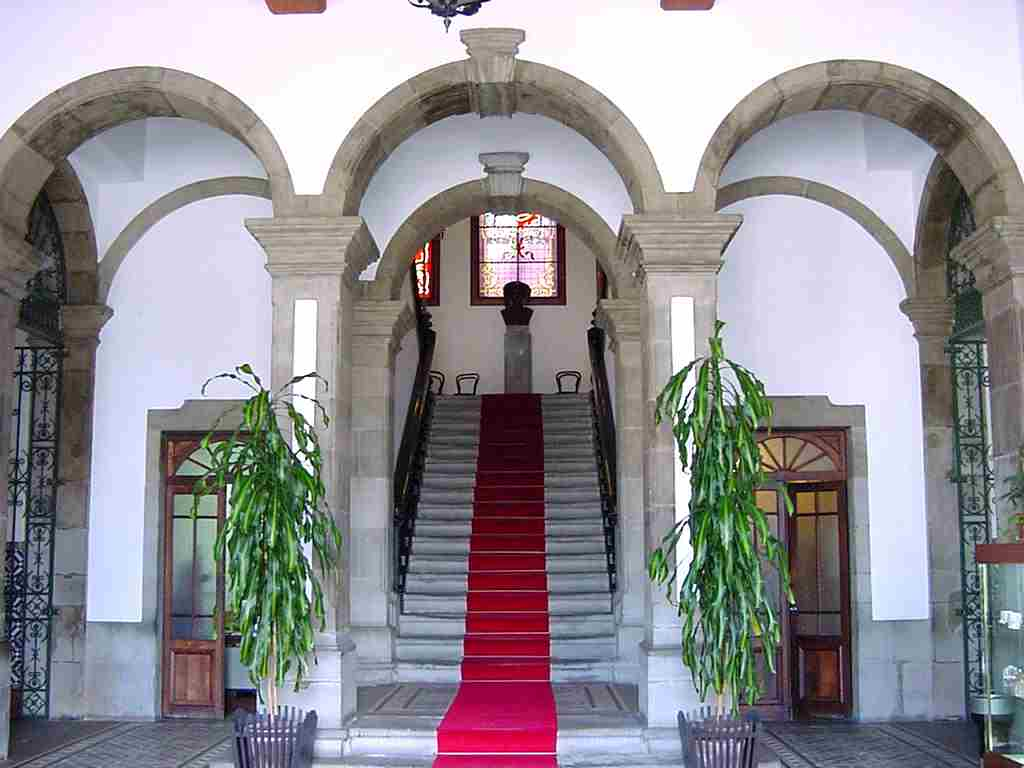
Câmara Municipal de Angra do Heroísmo, entrada principal.

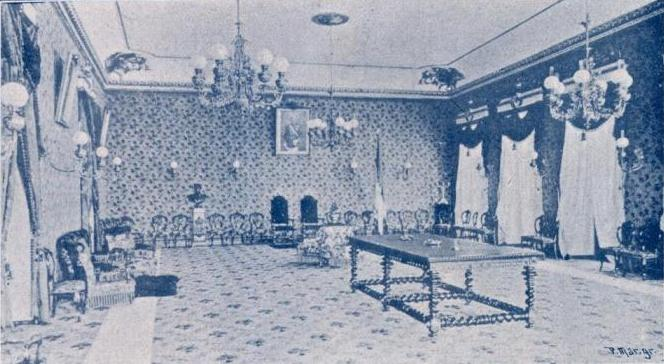
"Angra - Salão Nobre da Câmara Municipal" (fotografia do Álbum Açoriano, 1903).

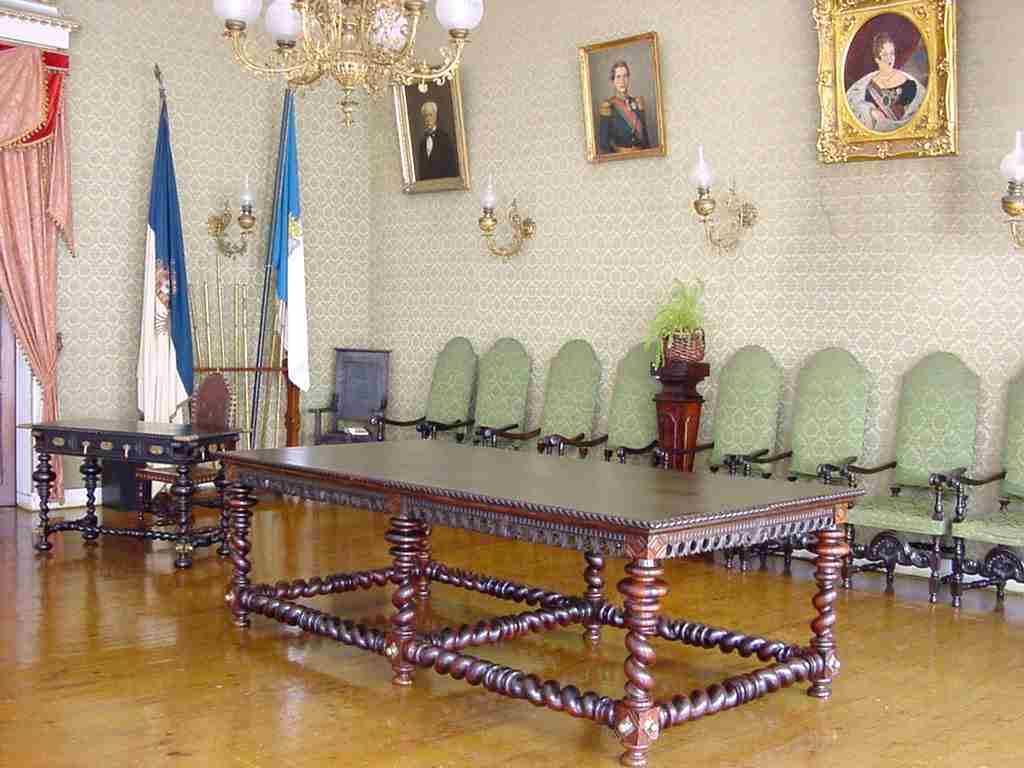
Câmara Municipal de Angra do Heroísmo: Salão Nobre (2011).

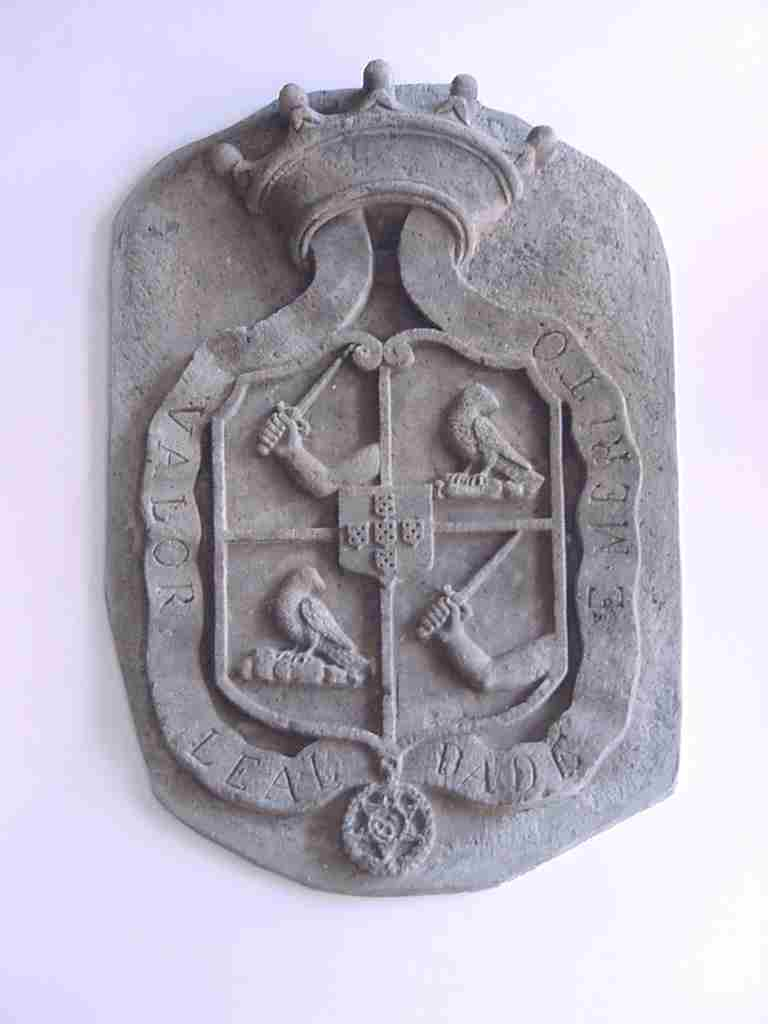
Câmara Municipal de Angra do Heroísmo (pedra de armas existente no saguão).

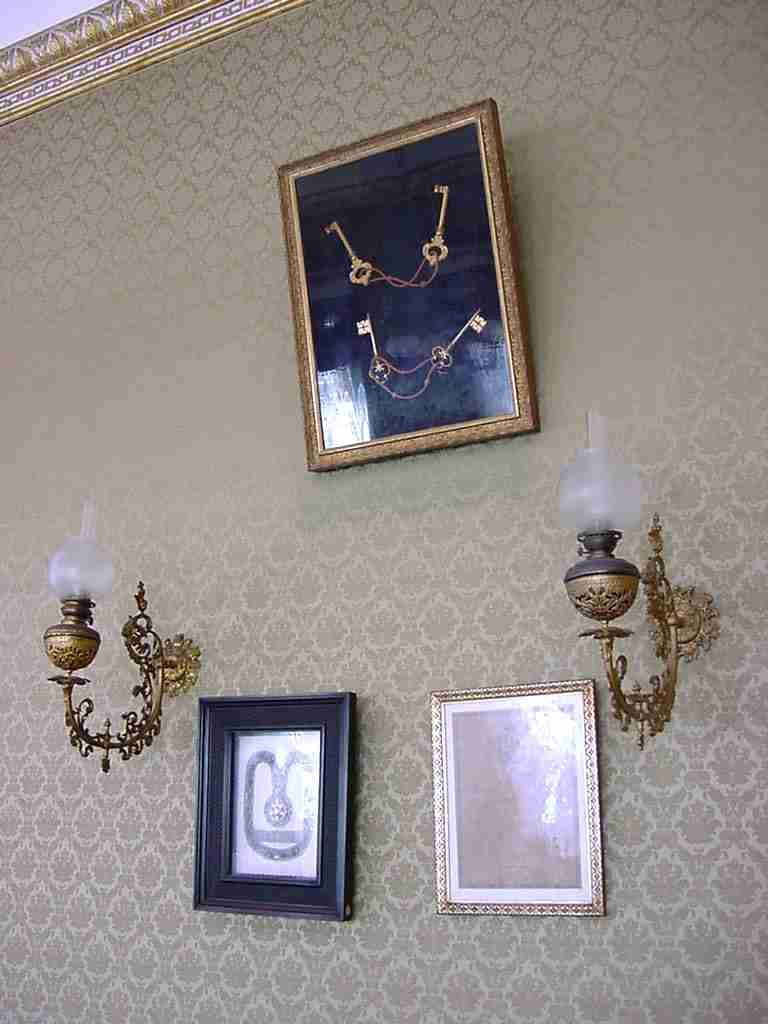
Câmara Municipal de Angra do Heroísmo, as chaves do Castelo de São João Baptista do Monte Brasil, a grã-cruz da Ordem da Torre e Espada e a Carta Régia que dá nova heráldica ao concelho e muda o nome da cidade de «Angra» para »Angra do Heroísmo».

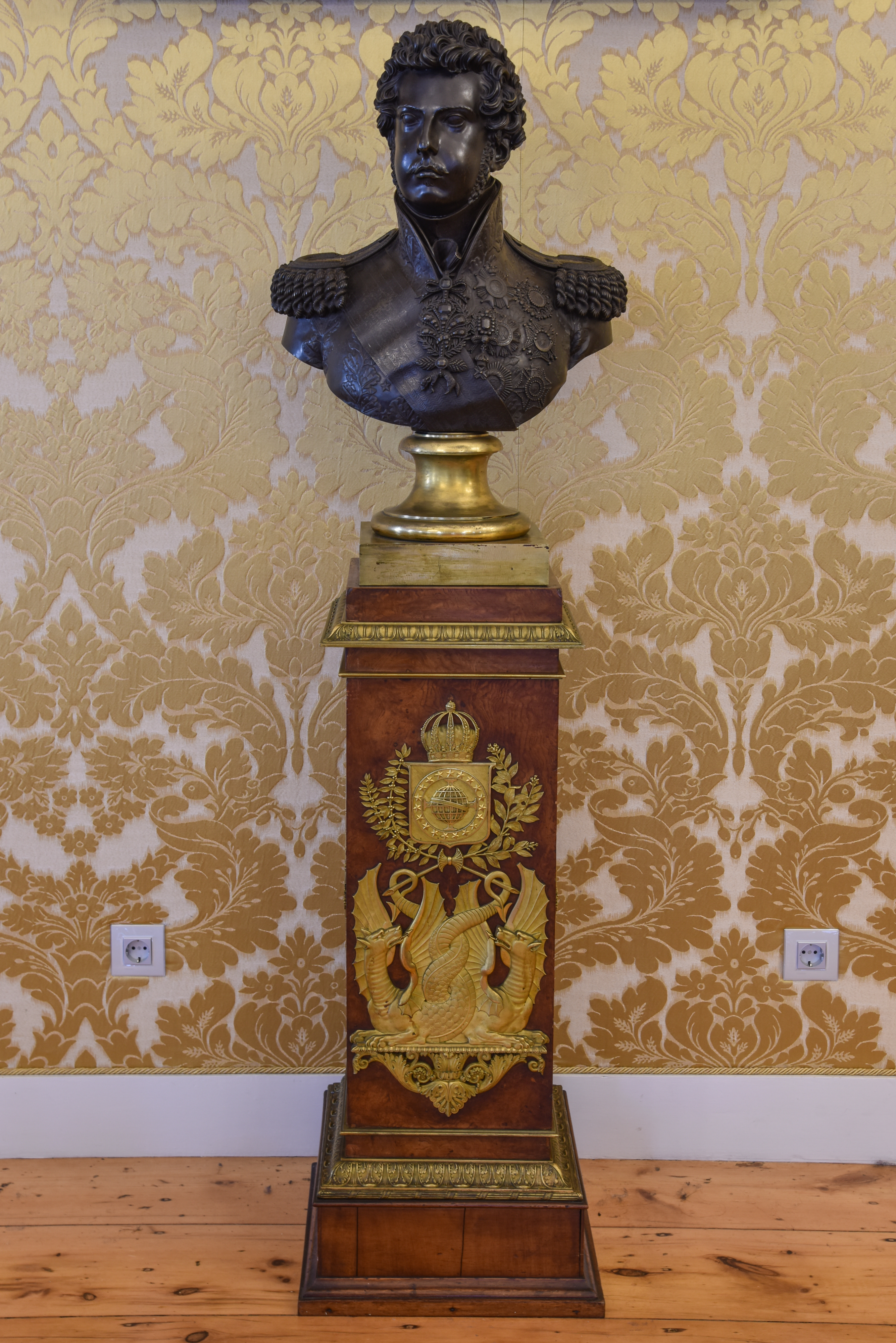
Busto em bronze do imperador Pedro I do Brasil (executado em 1826), a mais conhecida obra de Marc Ferrez.

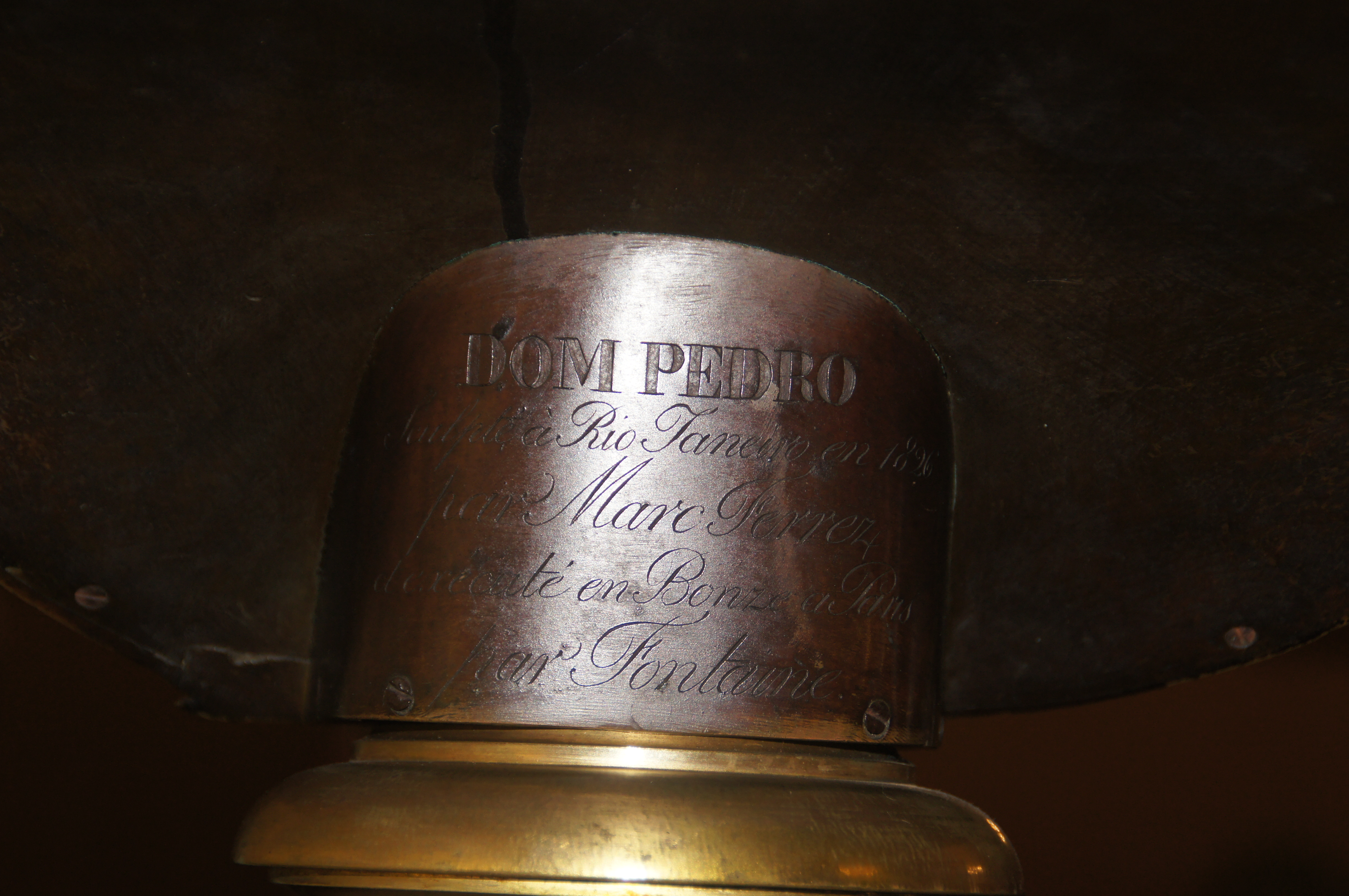
Identificação do busto de Pedro I, com indicação do autor (Marc Ferrez, 1826) e da fundição (Fontaine, Paris).

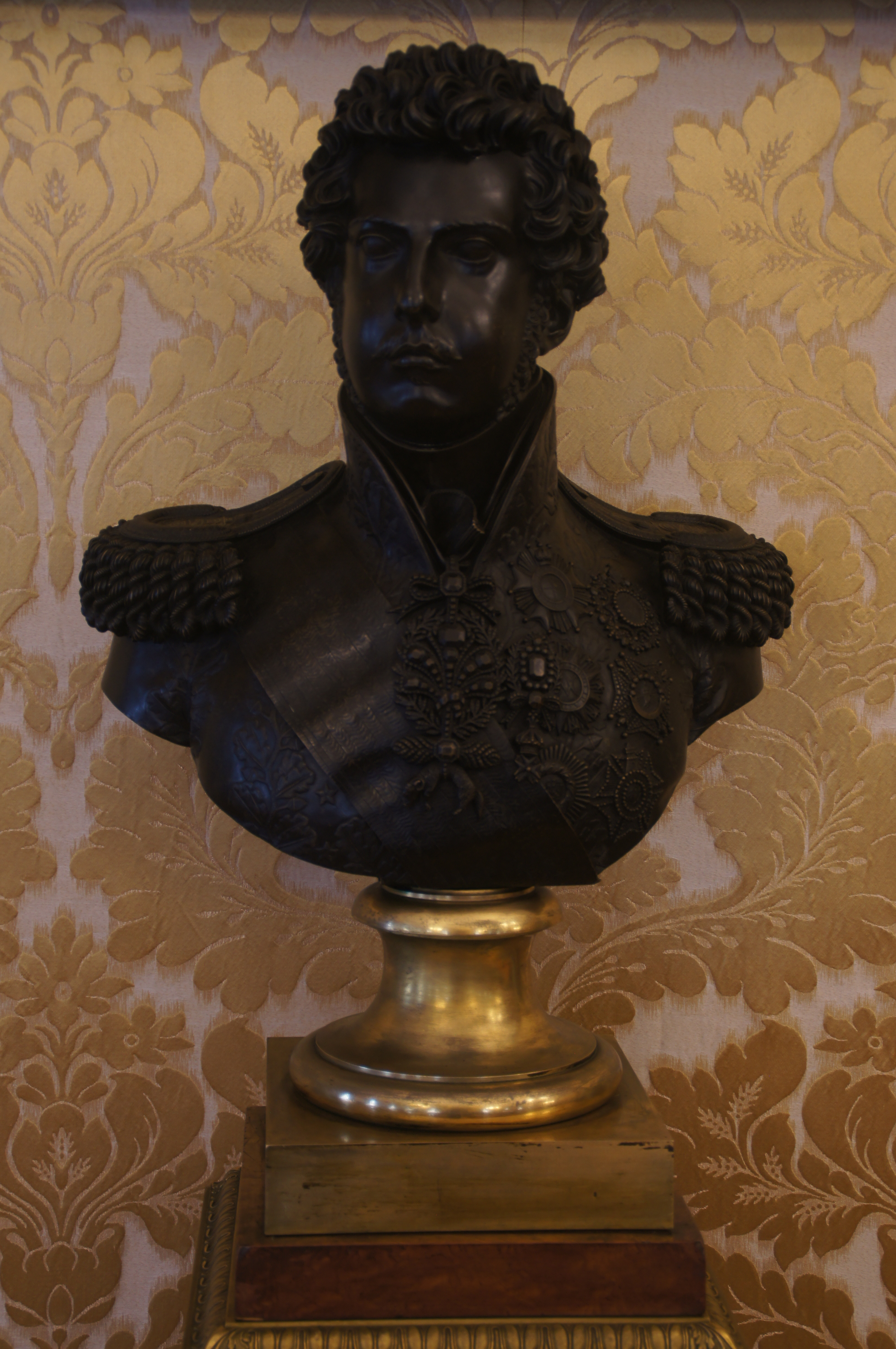
Busto de Pedro I do Brasil.

Os Paços do Concelho de Angra do Heroísmo, ou Câmara Municipal de Angra do Heroísmo, são a sede do Município de Angra do Heroísmo, localizados no topo leste da Praça Velha no centro histórico da cidade de Angra do Heroísmo, na Ilha Terceira, Região Autónoma dos Açores.
Destaca-se por constituir, no país, um dos exemplos de edifício camarário construído de raiz para a função que ocupa. A sua implantação, na praça principal e mais central da cidade, contribuiu para que sempre houvesse sido o mais importante edifício civil da cidade, aí tendo se mantido ao longo de mais de 500 anos.
Os Paços do Concelho de Angra do Heroísmo, considerado o mais belo palácio municipal dos Açores, e tendo nas suas salas peças de inestimável valor histórico e patrimonial, foi inaugurado a 11 de agosto de 1866.
Está classificada como Imóvel de Interesse Público desde 1980.

## História
A Câmara Municipal de Angra ocupou três edifícios ao longo da sua existência. O primeiro Senado de Angra data de 1474, tendo sido estabelecido por João Vaz Corte Real. O seu edifício situava-se sensivelmente no mesmo local do atual, possuía torre e "sino de correr" a um lado, e beneficiava de uma pequena praça defronte, como se pode reconhecer pela detalhada carta de Jan Huygen van Linschoten, em fins do século XVI.
As inundações de fevereiro de 1608 causaram enormes prejuízos ao casario da cidade. Estava-se no período da Dinastia Filipina (1580-1640), o volume do comércio ultramarino e a importância que a cidade desfrutava à época, terão contribuído também para a iniciativa da construção de um novo edifício para a Câmara de Angra, em 1610. Este novo edifício era recuado em relação ao anterior, vindo a constituir-se assim a atual praça.
Em meados do século XIX o edifício foi uma vez mais reconstruído, tendo sido escolhida a data da comemoração do 20.º aniversário da Batalha da Praia, 11 de agosto de 1849, para o lançamento da pedra fundamental. A inauguração solene ocorreu no mesmo dia, em 1866. Este novo edifício inspirou-se no dos Paços do Concelho do Porto, então situados na Praça da Liberdade.
Encontra-se classificado como Imóvel de Interesse Público pela Resolução n.º 41/80, de 11 de junho, classificação consumida por inclusão no conjunto classificado da Zona Central da Cidade de Angra do Heroísmo, conforme a Resolução n.º 41/80, de 11 de junho, e artigo 10.º e alínea a) do artigo 57.º do Decreto Legislativo Regional n.º 29/2004/A, de 24 de agosto.

## Características
A entrada principal do edifício abre-se num amplo saguão que se desenvolve numa imponente escadaria, ao cimo da qual se vê um busto do Infante D. Henrique, esculpido por Numídico Bessone em 1960, ano das celebrações do V Centenário da Morte do Príncipe Navegador.
Ao cimo do primeiro lance de escadaria destacam-se os vitrais que representam, os laterais, a heráldica da cidade de Angra e, ao centro, o emblema nacional. Com risco de Abraham Abohbot (1897-1959), datam do primeiro quartel do século XX, tendo sido fabricados em Lisboa.
No átrio superior destacam-se um valioso tapete de Arraiolos e uma mesa de bufete em madeira de pau santo dos finais do século XVIII.
Na Sala de Sessões destaca-se o valioso mobiliário do hemiciclo em madeira de jacarandá, executado na década de 1950 pelas oficinas da escola da Fundação Ricardo Espírito Santo Silva, ostentando em talha os três brasões usados pelo município ao longo dos séculos.
Entre outras peças de interesse, em seu acervo, podem ser citadas:
- Retrato a óleo de Maria II de Portugal, da autoria do pintor londrino William Fowler (1796-1870). Este quadro foi uma oferta da soberana à Câmara de Angra, e foi trazido de Londres pelo conde de Vila Flor e por Teotónio Bruges e entregue em 12 de outubro de 1829.[2] É a primeira representação conhecida de D. Maria II ostentando trajes reais.
- O retrato a óleo de Teotónio de Ornelas Bruges Paim da Câmara, visconde de Bruges e 1º conde da Praia da Vitória (1807-1870), da autoria de Giorgio Marini. O retrato foi inaugurado em sessão solene realizada a 22 de dezembro de 1873.[2]
- Um retrato a óleo de Pedro V de Portugal, pintado por Alexandre de Michellis em 1855.
- Um retrato a óleo de Carlos I de Portugal, da autoria de João Carlos Galhardo, adquirido em 1896;
- Um busto de bronze de D. Pedro I, Imperador do Brasil, de autoria de Marc Ferrez, fundido em 1826 na Maison Fontaine, de Paris.[3][4] A obra é um busto em bronze patinado e bronze dourado montado sobre madeira, ostentando na face do plinto as armas do Império do Brasil. Foi enviado em 1874 do Rio de Janeiro como oferta à Câmara por João d'Illion e Silva, um emigrante nascido em Angra a 2 de Novembro de 1816 que embarcou para o Brasil em 27 de Agosto de 1837, tornando-se num abastado comerciante na cidade do Rio de Janeiro, onde foi comendador da Ordem de Cristo e cavaleiro da Ordem da Rosa;
- Uma campainha dourada oferecida por João VI de Portugal;
- As chaves douradas, simbolizando as chaves do Castelo de São João Baptista do Monte Brasil entregues aquando da sua rendição a 6 de março de 1642, oferecidas ao duque de Bragança quando de seu desembarque, em sinal de submissão, lealdade e respeito, e por este oferecidas ao Município aquando da sua partida a caminho do desembarque do Mindelo;
- Um quadro com a chave do cofre guardado sob o monumento a Pedro IV de Portugal no Alto da Memória, e outro com o colar da Grã Cruz da Ordem da Torre e Espada concedido à cidade por Carta Régia de 12 de Janeiro de 1837;
- A primeira bandeira constitucional, azul e branca, hasteada no país em nome de D. Maria II;
- Uma bandeira de Portugal, elaborada em 1847 numa oficina portuense, que além das Armas Reais e do Município, tem bordada a Grã-Cruz da antiga e Mui Nobre Ordem da Torre e Espada, de Valor, Lealdade e Mérito.
- As varas do presidente da Câmara e dos seis vereadores, primitivamente usadas em cerimónias oficiais;
- Um candelabro, do tipo serpentina, de prata lavrada, produzido em 1849 pela firma londrina Joseph Angell & Joseph Angell Jr,[2][5] que a rainha Adelaide de Saxe-Meiningen, viúva do rei Guilherme IV do Reino Unido, ofereceu ao então governador civil do Distrito Autónomo do Funchal, o conselheiro José Silvestre Ribeiro, reedificador da Vila da Praia da Vitória, arrasada pelo terramoto 15 de Julho de 1841. O candelabro foi legado à Câmara de Angra como lembrança do afeto de José Silvestre Ribeiro pela cidade, de que fora governador civil e de onde era natural a esposa.

## Lista de Presidentes da Câmara Municipal
No sentido moderno do termo, o cargo de Presidente da Câmara Municipal surgiu após as profundas reformas que resultaram da implantação da Monarquia Constitucional Portuguesa em 1830-1834 e da aplicação da Carta Constitucional da Monarquia Portuguesa e dos textos constitucionais que se seguiram. Sendo Angra a sede da Regência de Angra, a sua Câmara Municipal foi a primeira a ter, com posse a 1 de janeiro de 1831, um presidente eleito no moderno sentido do termo. O quadro que se segue inclui uma lista dos presidentes, após a implantação do regime liberal, da Câmara Municipal de Angra do Heroísmo:

### Monarquia Constitucional
Presidentes da Câmara Municipal na Monarquia Constitucional
| Mandato | Nome                                                           | Nomeação/eleição        | Exoneração              | Observações                                                             |
| ------- | -------------------------------------------------------------- | ----------------------- | ----------------------- | ----------------------------------------------------------------------- |
| *       | Teotónio de Ornelas Bruges Paim da Câmara                      | 1 de Janeiro de 1831    | 17 de Agosto de 1832    | Primeiro Presidente de Câmara eleito nos termos da Carta Constitucional |
| *       | Pedro Homem da Costa Noronha                                   | 18 de Agosto de 1832    | 9 de Julho de 1833      | .                                                                       |
| *       | Pedro Homem da Costa Noronha Ponce de Leão, barão de Noronha   | 10 de Julho de 1833     | 10 de Fevereiro de 1835 | .                                                                       |
| *       | Teotónio de Ornelas Bruges Paim da Câmara                      | 11 de Fevereiro de 1835 | 9 de Fevereiro de 1836  | (2.º mandato)                                                           |
| *       | Luís António da Silva e Carvalho                               | 10 de Fevereiro de 1836 | 7 de outubro de 1836    | .                                                                       |
| *       | Teotónio de Ornelas Bruges Paim da Câmara                      | 8 de Outubro de 1836    | 24 de Março de 1837     | (3.º mandato)                                                           |
| *       | Alexandre Martins Pamplona                                     | 25 de Março de 1837     | 17 de Janeiro de 1839   | .                                                                       |
| *       | Francisco de Meneses Lemos e Carvalho                          | 18 de Janeiro de 1839   | 31 de Dezembro de 1839  | .                                                                       |
| *       | Manuel José Pereira de Bettencourt                             | 1 de Janeiro de 1840    | 1 de Janeiro de 1843    | (1.º mandato)                                                           |
| *       | António Teles Peixoto Gutierrez Palhinha                       | 2 de Janeiro de 1843    | 1 de Janeiro de 1845    | .                                                                       |
| *       | Teotónio de Ornelas Bruges Paim da Câmara                      | 2 de Janeiro de 1845    | 13 de Janeiro de 1848   | (4.º mandato)                                                           |
| *       | Manuel José Pereira de Bettencourt                             | 14 de Agosto de 1848    | 1 de Janeiro de 1850    | (2.º mandato)                                                           |
| *       | Manuel Gomes de Sampaio                                        | 2 de Janeiro de 1850    | 1 de Janeiro de 1852    | .                                                                       |
| *       | João Toste Parreira                                            | 2 de Janeiro de 1852    | 1 de Janeiro de 1854    | .                                                                       |
| *       | Teotónio de Ornelas Bruges Paim da Câmara                      | 2 de Janeiro de 1854    | 1 de Janeiro de 1870    | (5.º mandato)                                                           |
| *       | António da Fonseca Carvão Paim da Câmara, 2.º barão do Ramalho | 2 de Janeiro de 1870    | 31 de Dezembro de 1871  | .                                                                       |
| *       | Júlio Maria Silvano                                            | 2 de Janeiro de 1872    | 31 de Dezembro de 1873  | .                                                                       |
| *       | José Maria Sieuve de Meneses, visconde de Sieuve de Meneses    | 2 de Janeiro de 1874    | 31 de Dezembro de 1875  | (1.º mandato)                                                           |
| *       | Manuel José Pereira de Bettencourt                             | 2 de Janeiro de 1876    | 4 de Janeiro de 1878    | (3.º mandato)                                                           |
| *       | Cândido Pacheco de Melo e Meneses Forjaz de Lacerda            | 5 de Janeiro de 1878    | 18 de Janeiro de 1881   | .                                                                       |
| *       | Jacinto Inácio dos Reis                                        | 19 de Janeiro de 1881   | 7 de Junho de 1881      | .                                                                       |
| *       | João Tomás Teixeira                                            | 8 de Junho de 1881      | 31 de Dezembro de 1881  | .                                                                       |
| *       | José Inácio de Almeida Monjardino                              | 2 de Janeiro de 1882    | 31 de Dezembro de 1886  | (1.º mandato)                                                           |
| *       | Vital de Bettencourt Vasconcelos e Lemos                       | 2 de Janeiro de 1887    | 6 de Janeiro de 1890    | .                                                                       |
| *       | António do Rego Botelho de Faria, 1.º conde de Rego Botelho    | 7 de Janeiro de 1891    | 31 de Dezembro de 1892  | .                                                                       |
| *       | José Maria Sieuve de Meneses, 1.º conde de Sieuve de Meneses   | 2 de Janeiro de 1893    | 3 de Novembro de 1893   | (2.º mandato)                                                           |
| *       | José Narciso Parreira Fagundes                                 | 4 de Novembro de 1893   | 2 de Janeiro de 1894    | (1.º mandato)                                                           |
| *       | José Narciso Parreira Fagundes                                 | 3 de Janeiro de 1894    | 31 de Dezembro de 1894  | (2.º mandato)                                                           |
| *       | José Narciso Parreira Fagundes                                 | 2 de Janeiro de 1895    | 12 de Novembro de 1895  | (3.º mandato)                                                           |
| *       | Heitor Homem da Costa Noronha                                  | 13 de Novembro de 1895  | 6 de Janeiro de 1896    | .                                                                       |
| *       | José Ignácio de Almeida Monjardino                             | 7 de Janeiro de 1896    | 7 de Julho de 1896      | (2.º mandato)                                                           |
| *       | António Mariano da Silva Sarmento                              | 8 de Julho de 1896      | 18 de Agosto de 1896    | (1.º mandato)                                                           |
| *       | Emigdio Lino da Silva                                          | 19 de Agosto de 1896    | 20 de Outubro de 1896   | .                                                                       |
| *       | José Ignácio de Almeida Monjardino                             | 21 de Outubro de 1896   | 6 de Janeiro de 1897    | (3.º mandato)                                                           |
| *       | José Ignácio de Almeida Monjardino                             | 7 de Janeiro de 1897    | 23 de Fevereiro de 1897 | (4.º mandato)                                                           |
| *       | António Mariano da Silva Sarmento                              | 24 de Fevereiro de 1897 | 13 de Janeiro de 1898   | (2.º mandato)                                                           |
| *       | José Ignácio de Almeida Monjardino                             | 14 de Janeiro de 1898   | 31 de Dezembro de 1898  | (5.º mandato)                                                           |
| *       | José Pimentel Homem de Noronha                                 | 2 de Janeiro de 1899    | 12 de Dezembro de 1899  | (1.º mandato)                                                           |
| *       | Pedro Álvares da Câmara Paim de Bruges                         | 13 de Dezembro de 1899  | 4 de Janeiro de 1900    | (1.º mandato)                                                           |
| *       | Pedro Álvares da Câmara Paim de Bruges                         | 5 de Janeiro de 1900    | 20 de Novembro de 1900  | (2.º mandato)                                                           |
| *       | José Pimentel Homem de Noronha                                 | 21 de Novembro de 1900  | 3 de Janeiro de 1901    | (2.º mandato)                                                           |
| *       | José Pimentel Homem de Noronha                                 | 4 de Janeiro de 1901    | 8 de Setembro de 1901   | (3.º mandato)                                                           |
| *       | José Narciso Parreira Fagundes                                 | 9 de Setembro de 1901   | 4 de Dezembro de 1901   | (4.º mandato)                                                           |
| *       | Alfredo de Mendonça                                            | 5 de Dezembro de 1901   | 31 de Dezembro de 1901  | .                                                                       |
| *       | Raimundo Sieuve de Menezes                                     | 2 de Janeiro de 1902    | 28 de Fevereiro de 1902 | .                                                                       |
| *       | Jacinto Carlos da Silva, 1.º visconde da Agualva               | 29 de Fevereiro de 1902 | 3 de Junho de 1902      | (1.º mandato)                                                           |
| *       | Jacinto Carlos da Silva, 1.º visconde da Agualva               | 4 de Junho de 1902      | 29 de Dezembro de 1904  | (2.º mandato)                                                           |
| *       | Vital de Bettencourt de Vasconcelos e Lemos do Carvalhal       | 2 de Janeiro de 1905    | 5 de Agosto de 1906     | .                                                                       |
| *       | Pedro Álvares da Câmara Paim de Bruges                         | 22 de Agosto de 1906    | 27 de Dezembro de 1906  | (3.º mandato)                                                           |
| *       | Vital de Bettencourt de Vasconcelos e Lemos do Carvalhal       | 3 de Janeiro de 1907    | 31 de Dezembro de 1907  | .                                                                       |
| *       | José dos Reis Fisher                                           | 1 de Janeiro de 1908    | 18 de Fevereiro de 1908 | .                                                                       |
| *       | Pedro Álvares da Câmara Paim de Bruges                         | 11 de Março de 1908     | 3 de Fevereiro de 1910  | (4.º mandato)                                                           |
| *       | Francisco José da Costa Vidal                                  | 14 de Março de 1910     | 11 de Outubro de 1910   | .                                                                       |

### Primeira República
Presidentes da Câmara Municipal na Primeira República
| Mandato | Nome                               | Nomeação/eleição       | Exoneração             | Observações |
| ------- | ---------------------------------- | ---------------------- | ---------------------- | --- |
| *       | Álvaro António Bulhão Pato         | 12 de Outubro de 1910  | 3 de Janeiro de 1911   | Funcionário das alfândegas. Primeiro presidente nomeado após a implantação da República. Político e escritor. Senador e ministro durante a I República. |
| *       | Luís da Silva Ribeiro              | 12 de Janeiro de 1911  | 19 de Outubro de 1911  | Jurista e advogado. Dedicou-se à história e à etnologia.                                                                                                |
| *       | José Pedro Soares                  | 20 de Outubro de 1911  | 23 de Novembro de 1911 | Oficial do Exército. |
| *       | António de Amorim Pires Toste      | 7 de Dezembro de 1911  | 8 de Maio de 1912      | Engenheiro civil, professor e jornalista. Director distrital de obras públicas.                                                                         |
| *       | Amadeu de Almeida Monjardino       | 22 de Maio de 1912     | 7 de Junho de 1912     | Comerciante. Voltou à presidência durante o Estado Novo.                                                                                                |
| *       | João de Mendonça Pacheco de Melo   | 24 de Junho de 1912    | 31 de Dezembro de 1913 | Graciosense. Engenheiro civil. |
| *       | Elias Cunha Pinto                  | 2 de Janeiro de 1914   | 7 de Abril de 1914     | |
| *       | Fernando Torres                    | 15 de Abril de 1914    | 15 de Junho de 1914    | |
| *       | Álvaro de Castro Meneses           | 22 de Junho de 1914    | 13 de Julho de 1917    | Artista plástico. Professor de desenho na Escola Industrial.                                                                                            |
| *       | Francisco Lourenço Valadão Júnior  | 11 de Janeiro de 1918  | 7 de Dezembro de 1918  | Advogado, político e intelectual. Secretário do governo civil e governador civil interino.                                                              |
| *       | Jácome Ornelas Bruges              | 27 de Dezembro de 1918 | 3 de Março de 1919     | Engenheiro agrónomo. |
| *       | Henrique Ferreira de Oliveira Brás | 30 de Março de 1919    | 1 de Junho de 1919     | Advogado, jornalista, político e historiógrafo. Foi governador civil de Angra (1910-1912). Voltou à presidência.                                        |
| *       | Jacinto Carlos da Silva            | 16 de Agosto de 1919   | 29 de Dezembro de 1922 | Primeiro e único visconde de Agualva. Grande comerciante, capitalista e político. Governador civil.                                                     |
| *       | Henrique Ferreira de Oliveira Brás | 10 de Janeiro de 1923  | 19 de Dezembro de 1923 | 2.ª vez. |
| *       | Amadeu de Almeida Monjardino       | 23 de Janeiro de 1924  | 28 de Abril de 1924    | |
| *       | Manuel Borges de Ávila             | 7 de Maio de 1924      | 13 de Agosto de 1924   | Jorgense. Grande comerciante. Jornalista das correntes monárquicas e conservadoras. Dedicou-se à filantropia.                                           |
| *       | Henrique Ferreira de Oliveira Brás | 28 de Agosto de 1924   | 19 de Dezembro de 1925 | 3.ª vez. |
| *       | Tomé Belo de Castro                | 1 de Janeiro de 1926   | 22 de Julho de 1926    | Desportista. Cavaleiro tauromáquico amador. |

### Segunda República
Presidentes da Câmara Municipal na Segunda República
| Mandato | Nome                                    | Nomeação/eleição        | Exoneração              | Observações |
| ------- | --------------------------------------- | ----------------------- | ----------------------- | --- |
| *       | Manuel de Mesquita                      | 5 de Agosto de 1926     | 24 de Novembro de 1927  | Presidente da Comissão Administrativa. Graciosense. Oficial do Exército Português (major) Presidente nomeado após a Revolução de 28 de Maio de 1926. Foi posteriormente Governador Civil de Angra.                |
| *       | João Alpoim Borges do Canto             | 17 de Dezembro de 1927  | 15 de Março de 1928     | Presidente da Comissão Administrativa. Oficial do Exército. Nomeado pelo Governo da Ditadura Nacional. Foi deputado na Primeira República Portuguesa. Aderiu ao Estado Novo e foi deputado à Assembleia Nacional. |
| *       | Guilherme Spínola de Melo               | 27 de Março de 1928     | 4 de Outubro de 1928    | Presidente da Comissão Administrativa. Capitão do Exército. Nomeado pelo Governo da Ditadura Nacional. |
| *       | José Agostinho                          | 12 de Outubro de 1928   | 20 de Novembro de 1928  | Presidente da Comissão Administrativa. Capitão do Exército e meteorologista. Director do Serviço Meteorológico dos Açores. Presidente interino, por impedimento do titular.                                       |
| *       | Guilherme Spínola de Melo               | 22 de Novembro de 1928  | 1 de Agosto de 1929     | Presidente da Comissão Administrativa. Retomou o mandato. |
| *       | Teotónio Machado Pires                  | 8 de Agosto de 1929     | 10 de Outubro de 1929   | Presidente interino da Comissão Administrativa. Jurista. Governador civil durante o Estado Novo. |
| *       | Guilherme Spínola de Melo               | 11 de Outubro de 1929   | 27 de Agosto de 1930    | Retomou o mandato. |
| *       | Amadeu de Almeida Monjardino            | 28 de Agosto de 1930    | 13 de Agosto de 1931    | Empresário e destacado comerciante. Deputado na Primeira República Portuguesa, mas apoiante da Ditadura Nacional.                                                                                                 |
| *       | João Alpoim Borges do Canto             | 12 de Novembro de 1931  | 7 de Janeiro de 1932    | 2.º mandato. |
| *       | Amadeu de Almeida Monjardino            | 15 de Janeiro de 1932   | 29 de Dezembro de 1932  | 2.º mandato. |
| *       | Joaquim Moniz de Sá Corte-Real e Amaral | 4 de Janeiro de 1933    | 29 de Junho de 1933     | Professor do Liceu e intelectual. |
| *       | Frederico Augusto Lopes da Silva Júnior | 8 de Julho de 1933      | 29 de Setembro de 1933  | Oficial do Exército. Escritor e etnólogo. |
| *       | Joaquim da Rocha Alves                  | 19 de Outubro de 1933   | 17 de Janeiro de 1934   | Médico. Primeiro presidente nomeado pelo Governo do Estado Novo. |
| *       | Elmiro Borges da Costa Mendes           | 24 de Janeiro de 1934   | 14 de Março de 1934     | Professor liceal, político e intelectual. Exerceu diversos cargos administrativos durante o Estado Novo. |
| *       | Isidro Augusto Alves da Costa           | 24 de Março de 1934     | 1 de Agosto de 1934     | |
| *       | Joaquim da Rocha Alves                  | 10 de Agosto de 1934    | 6 de Abril de 1936      | 2.ª vez. |
| *       | Manuel de Mesquita                      | 20 de Abril de 1936     | 30 de Julho de 1936     | Tenente-coronel do Exército. 2.º mandato. |
| *       | Elmiro Borges da Costa Mendes           | 6 de Agosto de 1936     | 5 de Novembro de 1936   | 2.º mandato. |
| *       | Manuel de Mesquita                      | 19 de Novembro de 1936  | 5 de Janeiro de 1937    | Tenente-coronel do Exército. 3.º mandato. |
| *       | Elmiro Borges da Costa Mendes           | 9 de Janeiro de 1937    | 12 de Fevereiro de 1938 | 2.º mandato. |
| *       | Joaquim da Rocha Alves                  | 19 de Fevereiro de 1938 | 4 de Abril de 1939      | 3.º mandato. |
| *       | Joaquim Moniz de Sá Corte-Real e Amaral | 13 de Abril de 1939     | 17 de Novembro de 1939  | 2.º mandato. |
| *       | Eliseu Pereira Pato François            | 22 de Novembro de 1939  | 13 de Março de 1940     | Professor do Liceu. Futuro reitor do Liceu de Angra. |
| *       | Joaquim Moniz de Sá Corte-Real e Amaral | 25 de Março de 1940     | 6 de Novembro de 1952   | 3.º mandato. |
| *       | António Augusto Osório de Carvalho      | 13 de Novembro de 1952  | 9 de Abril de 1953      | |
| *       | Anselmo de Sousa Bettencourt e Silveira | 16 de Abril de 1953     | 22 de Agosto de 1956    | Jorgense. Médico. Jornalista. |
| *       | Manuel Rodrigues Miranda                | 30 de Agosto de 1956    | 7 de Novembro de 1957   | Graciosense. Engenheiro. |
| *       | Manuel Nunes Flores Brasil              | 17 de Novembro de 1957  | 28 de Março de 1959     | Médico. Administrador de empresas. Procurador à Câmara Corporativa. |
| *       | Rafael Lisboa Vaz                       | 2 de Abril de 1959      | 29 de Maio de 1959      | Sócio-gerente da firma José Júlio da Rocha Abreu. Foi presidente da comissão que organizou as Festas da Cidade de 1958, realizadas após uma paragem de várias décadas.                                            |
| *       | Manuel Coelho Baptista de Lima          | 4 de Junho de 1959      | 20 de Abril de 1966     | Bibliotecário e diretor do Museu de Angra. Historiador, intelectual e colecionador de artefatos militares. |
| *       | Francisco Moniz de Oliveira             | 21 de Abril de 1966     | 12 de Setembro de 1974  | Farmacêutico. Último presidente nomeado pelo Estado Novo. |

### Terceira República
Presidentes da Câmara Municipal na Terceira República
| Mandato   | Nome                                      | Nomeação/eleição       | Exoneração             | Observações |
| --------- | ----------------------------------------- | ---------------------- | ---------------------- | --- |
| 1974-1976 | Emanuel Félix Borges da Silva             | 19 de Setembro de 1974 | 22 de Julho de 1975    | Presidente da Comissão Administrativa nomeado após a Revolução de 25 de Abril de 1974.                                                                           |
|           | Henrique de Sousa Barcelos                | 24 de Julho de 1975    | 31 de Dezembro de 1976 | Presidente da Comissão Administrativa (cooptado após demissão do anterior presidente).                                                                           |
| 1977-1979 | Leopoldino da Rocha Tavares (PSD)         | 1 de Janeiro de 1977   | 31 de Dezembro de 1979 | Eleito nas eleições autárquicas de 12 de Dezembro de 1976. Professor primário. Primeiro presidente eleito na Terceira República Portuguesa. Completou o mandato. |
| 1980-1982 | Rui Manuel Miranda de Mesquita (PSD)      | 1 de Janeiro de 1980   | 31 de Dezembro de 1982 | Eleito nas eleições autárquicas de 16 de Dezembro de 1979. Completou o mandato.                                                                                  |
| 1983-1985 | Leopoldino da Rocha Tavares (PSD)         | 1 de Janeiro de 1983   | 31 de Dezembro de 1985 | Eleito nas eleições autárquicas de 12 de Dezembro de 1982. Completou o mandato.                                                                                  |
| 1986-1989 | Joaquim Carlos Vasconcelos da Ponte (PSD) | 1 de Janeiro de 1986   | 31 de Dezembro de 1989 | Eleito nas eleições autárquicas de 15 de Dezembro de 1985. Completou o mandato.                                                                                  |
| 1990-1993 | Joaquim Carlos Vasconcelos da Ponte (PSD) | 1 de Janeiro de 1990   | 31 de Dezembro de 1993 | Eleito nas eleições autárquicas de 17 de Dezembro de 1989. Completou o mandato.                                                                                  |
| 1994-1997 | Joaquim Carlos Vasconcelos da Ponte (PSD) | 1 de Janeiro de 1994   | 31 de Março de 1996    | Eleito nas eleições autárquicas de 12 de Dezembro de 1993. Renunciou ao mandato em 31 de Março de 1996.                                                          |
|           | António Rui de Mendonça Andrade (PSD)     | 1 de Abril de 1996     | 31 de Dezembro de 1997 | Por renúncia do anterior presidente. |
| 1997-2001 | Sérgio Humberto Rocha de Ávila (PS)       | 1 de Janeiro de 1998   | 31 de Dezembro de 2001 | Eleito nas eleições autárquicas de 14 de Dezembro de 1997. Completou o mandato.                                                                                  |
| 2001-2005 | Sérgio Humberto Rocha de Ávila (PS)       | 1 de Janeiro de 2002   | 16 de Novembro de 2004 | Eleito nas eleições autárquicas de 16 de Dezembro de 2001. Renunciou ao mandato (por ser nomeado vice-presidente do IX Governo Regional dos Açores).             |
|           | José Pedro Parreira Cardoso (PS)          | 16 Novembro de 2004    | 16 de Outubro de 2005  | Por renúncia do anterior presidente. |
| 2005-2009 | José Pedro Parreira Cardoso (PS)          | 16 de Outubro de 2005  | 10 de Junho de 2008    | Eleito nas eleições autárquicas de 9 de outubro de 2005 Renunciou ao mandato a 10 de Junho de 2008.                                                              |
|           | Andreia Martins Cardoso da Costa (PS)     | 11 de junho de 2008    | 11 de Outubro de 2009  | Por renúncia do anterior presidente. |
| 2009-2013 | Andreia Martins Cardoso da Costa (PS)     | 11 de Outubro de 2009  | 11 de Dezembro de 2011 | Eleita nas eleições autárquicas de 11 Outubro de 2009. Renunciou ao mandato a 2 de Dezembro de 2011.                                                             |
|           | Sofia Machado do Couto Gonçalves (PS)     | 12 de Dezembro de 2011 | 23 de Outubro de 2013  | Por renúncia da anterior presidente. |
| 2013-2017 | José Gabriel do Álamo de Meneses (PS)     | 24 de Outubro de 2013  | 17 de Outubro de 2017  | Eleito nas eleições autárquicas de 13 de Setembro de 2013. Completou o mandato.                                                                                  |
| 2017-2021 | José Gabriel do Álamo de Meneses (PS)     | 17 de outubro de 2017  | 15 de outubro de 2021  | Reeleito nas eleições autárquicas de 1 de outubro de 2017. Completou o mandato.                                                                                  |
| 2021-2025 | José Gabriel do Álamo de Meneses (PS)     | 15 de outubro de 2021  | --                     | Reeleito nas eleições autárquicas de 26 de setembro de 2021. Actual presidente.                                                                                  |